# Police-roman
Police-roman  est une collection de romans policiers aux Éditions de Lutèce créée vers 1950.
( A ne pas confondre avec les éditions Police-Roman qui ont édité dans les années 1940 de nombreux fascicules avec notamment Georges Simenon)

## Liste des titres
- D. L.  4e trim. 1949 n°d'édition  261 Une aventure de Bill Disley. Le crime de Wood'House par J.-A. Flanigham
- D. L. 1er trim. 1950 n°d'édition  277 Une aventure de Bill Disley. L'enlèvement de Margaret Wilson par J.-A. Flanigham
- D. L. 1er trim. 1950 n°d'édition  280 Une aventure de Bill Disley. Un Corps dans la Tamise par J.-A. Flanigham
- D. L.  4e trim. 1950 n°d'édition  274 Une aventure de Bill Disley. La troublante énigme de Covent Square par J.-A. Flanigham
- 21 L'Étrange Monsieur Guard
- 22 Le Secret de Dick Curveur
- 23 Le Complot diabolique
- 24 Une aventure de Bill Disley. Un Chinois sort de l'ombre par J.-A. Flanigham
- 25 Le fantôme n'aime pas les chats
- 26 Touchez pas aux blondes par J. A. Flanigham
- 27 Dernière enquête par André Firmin
- 28 Meurtre in England
- 29 Meurtres pour zéro par J.-A. Flanigham